# De todas maneras Rosa
De todas maneras Rosa (em português: De todas as maneira da Rosa) é uma telenovela venezuelana exibida em 2013 pela Venevisión.

## Elenco
- Marisa Román - Rosa "Rosita" María Bermúdez
- Ricardo Álamo - Leonardo Alfonso Macho-Vergara Estevez
- Norkys Batista - Andreína Vallejo
- Luciano D' Alessandro - Felisberto Macho-Vergara Estevez
- Gustavo Rodríguez - Anselmo Macho-Vergara/Brauleo Arteaga
- Nohely Arteaga - Santa Bermúdez
- Adrián Delgado - Carlos Arturo Ruiz
- Antonio Delli - Luis Enrique Macho-Vergara Estevez
- Juliette Pardau - Patricia "Patty" Macho-Vergara Estevez
- Gabriel López - Reinaldo Bermúdez
- Yuvanna Montalvo - Inocencia Bermúdez
- Beba Rojas - Ada Luz Campanero
- Alexander Da Silva - Rafael "El Turco" Chirinos
- Andrés Gómez - Enzo Rinaldy
- Juan Carlos Gardié - Lamberto Benítez †
- Virginia Urdaneta - Alma Blanca Bermúdez
- Roberto Lamarca - Genaro Barreto
- Marisol Matheus - Dra. Florinda
- Manuel Salazar - Eliezer Ramos
- Nattalie Cortéz - Sofía Vallejo
- Yugui López - Fidias Márquez
- María Antonieta Ardila - Helena Estevez de Macho-Vergara
- Violeta Aleman - Elvira
- Adriana Romero - Magaly Quiroz
- Miguel Augusto Rodríguez - Eduardo Revete
- Janset Rojas - Auristela Fullop
- Erick Ronsó - Ramón Sarmiento
- Michelle Taurel - Luisa "Lucha" Evarista Martínez González
- José Vicente Pinto - Tomás Arnaldo Robles
- Zhandra De Abreu - Claudia Bellomo
- Francisco Medina - Ricardo "Auyantepui" Moncho
- José Romero - Benito Castañeda
- Jorge Torres - Esteban De Jesús Contreras
- German Anzola - Dr. Fonseca
- Lilver Tovar - Bertha
- Juán Hernández -Richi
- Maria Antonietta Uribe - Silvia
- Karla Pumar - Violetta
- Sareni Siplenko - Karla
- Cristal Fernández - Vicky.
- Gabriel De Jesús - Pedro "Pedrito" Antonio Macho-Vergara
- Luis Palma - Anselmo "Anselmito" Macho-Vergara Quiroz
- Guillermo Roa - Raimundo Macho-Vergara Quiroz
- Miguel Angel Aguiar - Carlos "Carlitos" Macho-Vergara Fullop
- Grecia Navas - Dra. Rita